# Matsumae
Matsumae (松前町?) è una cittadina giapponese della prefettura di Hokkaidō.